# Север (Могилёвская область)
Се́вер (бел. Север) — деревня в составе Вишовского сельсовета Белыничского района Могилёвской области Белоруссии. Население — 10 человек (2009).
Ранее входила в состав Головчинского сельсовета.

## География

### Расположение
В 23 км на северо-восток от Белынич, в 26 км от областного центра и железнодорожной станции Могилёв I.

### Гидрография
Западнее деревни протекает река Вабич — приток Друти.

## Транспортная система
Транспортная связь по автодороге Могилёв — Круглое. Планировка состоит из прямолинейной меридиональной улицы. Застройка двухсторонняя, деревянными домами усадебного типа.

## История
Основана в 1920 году. В 1922 году создано товарищество по совместной обработке земли. В 1930 году местные жители вступили в колхоз.
В начале июля 1941 года оккупирована немецко-фашистскими захватчиками. Во время Великой Отечественной войны на фронтах погибли 2 местных жителя. Освобождена 29 июня 1944 года.
В 1986 году — в составе колхоза имени В. И. Ленина с центром в деревне Новосёлки.

## Население

### Численность
- 2009 год — 10 жителей.

### Динамика
- 1970 год — 69 жителей.
- 1986 год — 36 жителей.
- 2002 год — 11 дворов, 17 жителей[3].
- 2007 год — 8 дворов, 13 жителей.
- 2009 год — 10 жителей.